# Григорьев, Пётр Григорьевич (футболист)
Пётр Григорьевич Григорьев (22 декабря 1898  [3 января 1899], Санкт-Петербург — 12 ноября 1942, Ленинград) — советский футболист. Правый крайний нападающий. Заслуженный мастер спорта СССР (1936).

## Биография
Начал играть в 1915 в Петрограде в клубной команде «Мурзинка». Выступал за «Мурзинка» — 1917, «Меркур» — 1921-23, «Спартак» Центрального района «А» — 1924-26, Клуб им. В. И. Ленина — 1927-28, команда фабрики им. С.Халтурина — 1929, «Красной заре» и «Электрике» — 1930-38, клубной команде «Красная заря» (все — Ленинград) — 1939-40.
В чемпионате СССР — 29 матчей, 3 гола. В сборных Петрограда-Ленинграда — 1922-35, РСФСР — 1923,1931.
Чемпион СССР 1931; 2-й призёр чемпионата СССР 1935 (в них — 5 матчей, 1 гол). Чемпион РСФСР 1924; 2-й призёр чемпионатов 1928 и 1931. Чемпион Ленинграда 1923, 1932, 1934, 1939. 2-й призёр Всесоюзной спартакиады профсоюзов 1932, чемпион ВЦСПС 1933.
В «44-х» и «33-х» (журнал ФиС) — № 1 (1928 и 1930).
В сборной СССР (1924-25, 1930-31) — 2 матча и 1 неофициальный матч.
Участник первого матча сборной СССР, победных поездок сборной РСФСР по Скандинавии, Германии, Финляндии и Эстонии в 1923, где забил 14 голов. Участник матчей сборной Ленинграда со сборной клубов Турции в 1931, 1933 и 1934, сборной Праги в 1935.
Один из сильнейших форвардов страны 20-х — начала 30-х годов. Выделялся стремительными проходами по флангу, которые завершал нацеленными подачами. Владел сильным ударом с правой ноги. Всегда был безупречно корректен на поле, обладал высокой спортивной культурой, что позволило ему играть на высшем уровне до 40 лет. Помог становлению многих футбольных талантов, особенно П. Дементьеву.
Участник Гражданской войны. Погиб в блокадном Ленинграде.